# Vägen tillbaka (musikalbum)
Vägen tillbaka är artisten Ken Rings debutalbum som släpptes 1999. Skivan har sålts i 29 000 exemplar.

## Låtlista
| Spår | Låttitel                     | Producent/er             | Medverkande Gäst/er | Tid   |
| ---- | ---------------------------- | ------------------------ | --- | ----- |
| 1    | Intro                        | Magro                    | | 00:44 |
| 2    | Alla vill ha en bit av kakan | Thomas Rusiak            | | 04:34 |
| 3    | Stockholm stad               | Thomas Rusiak            | | 03:52 |
| 4    | Du och jag                   | Collén & Webb            | Paula Lobos | 04:45 |
| 5    | Nick (Interlude)             | Collén & Webb & Ken Ring | | 01:07 |
| 6    | Mamma                        | Collén & Webb            | Uno Svenningsson | 04:00 |
| 7    | Dödens gränsland             | Mike Kitigai             | Levent (Tantra?) | 04:46 |
| 8    | Problem                      | Collén & Webb            | | 03:55 |
| 9    | Därför                       | Collén & Webb            | | 00:53 |
| 10   | Jagad                        | Collén & Webb            | | 02:38 |
| 11   | Sommarminnen                 | Collén & Webb            | Masayah | 04:11 |
| 12   | Big Fred (Interlude)         | Collén & Webb            | Big Fred | 01:09 |
| 13   | Gatan är min inspiration     | Collén & Webb            | | 03:23 |
| 14   | Djupa sår                    | Mike Kitigai             | Masayah | 03:41 |
| 15   | Gatuslang                    | Collén & Webb            | | 03:50 |
| 16   | Eld och djupa vatten         | Collén & Thomas Rusiak   | Barbro Lindgren och Jojje Wadenius (från albumet Goda' goda') | 03:57 |
| 17   | Kaos                         | Thomas Rusiak            | Dalil, Houman Sebghati, Big Fred, Magro, Tito, C.R.I.B.E, Rodde, Swingfly, Ayo, Andrew, Ibrahim, Nappy, Nuggy, Venomz, Feven, Bleedz, Blues, Thomas Rusiak, Peewee, Petter, Eye-N-I, Profil, Wolf, Crabs, Timbuktu, Spotrunnaz, Machmod, Malik | 11:44 |

## Listplaceringar
| Lista (1999) | Position |
| ------------ | -------- |
| Sverige      | 8        |

### Fotnoter
1. ↑  Listplacering